# Marina di Felloniche
Marina di Felloniche is een plaats (frazione) in de Italiaanse gemeente Patù.